# Álex Sigurbjörnsson
Álex Ingvar Sigurbjörnsson Benet, né le 13 décembre 1988 à Reykjavik, est un rameur espagnol d'origine islandaise.
Il participe aux Jeux olympiques de 2016. 